# Nordkoreas damlandslag i fotboll
Nordkoreas damlandslag i fotboll representerar Nordkorea. De var rankade 6:a i världen enligt FIFA:s världsranking, 19 dec 2014.
Laget blev asiatiska mästare 2001 och 2003, och har deltagit i VM 1999, 2003, 2007 och 2011 med kvartsfinalplatsen 2007 som bästa resultat. 2008 deltog man för första gången i OS.